# Sphagnum meridense
Sphagnum meridense là một loài rêu trong họ Sphagnaceae. Loài này được (Hampe) Müll. Hal. mô tả khoa học đầu tiên năm 1848.